# Sinophorus betulellae
Sinophorus betulellae är en stekelart som beskrevs av Sanborne 1984. Sinophorus betulellae ingår i släktet Sinophorus och familjen brokparasitsteklar. Inga underarter finns listade i Catalogue of Life.